# Survivor Series (2020)
L'édition 2020 des Survivor Series est un Premium Live Event de catch (lutte professionnelle) produit par la World Wrestling Entertainment, une fédération de catch américaine qui est télédiffusée et visible en paiement à la séance sur le WWE Network. L'évènement a eu lieu le 22 novembre 2020 au Amway Center à Orlando (Floride). Il s'agit de la 34e édition des Survivor Series qui fait partie avec le Royal Rumble, WrestleMania et SummerSlam du « Big Four » à savoir « les Quatre Grands », les quatre plus grands événements que produit la compagnie chaque année.

## Contexte
Les spectacles de la World Wrestling Entertainment (WWE) sont constitués de matchs aux résultats prédéterminés par les scénaristes de la WWE. Ces rencontres sont justifiées par des storylines – une rivalité avec un catcheur, la plupart du temps – ou par des qualifications survenues dans les shows de la WWE telles que Raw, SmackDown et NXT. Tous les catcheurs possèdent une gimmick, c'est-à-dire qu'ils incarnent un personnage gentil (Face) ou méchant (Heel), qui évolue au fil des rencontres. Un événement comme Survivor Series est donc un événement tournant pour les différentes storylines en cours,.

### Impact de la Covid-19
À la suite de la pandémie COVID-19 , la WWE a présenté la majorité de sa programmation du WWE Performance Center à Orlando, en Floride depuis la mi-mars sans aucun fan présent , bien que fin mai, la promotion ait commencé à utiliser des stagiaires du Performance Center pour servir comme public en direct, qui a été élargi aux amis et aux membres de la famille des lutteurs à la mi-juin. Le 17 août, la WWE a annoncé que toutes les futures émissions et les pay-per-views se tiendraient au Amway Center , une salle plus grande également située à Orlando, dans un «avenir prévisible», à commencer par l'épisode du 21 août de SmackDown. En outre, les émissions proposent désormais une nouvelle expérience de visionnage des fans appelée "ThunderDome", qui utilise des drones, des lasers, du pyro, de la fumée et des projections. Environ un millier de panneaux LED ont été installés dans le Centre Amway pour permettre aux fans d'assister virtuellement aux événements gratuitement et d'être vus sur les rangées et rangées de panneaux LED. L'audio de l'arène est également mélangé à celui des fans virtuels afin que les chants des fans puissent être entendus.  L'accord actuel de la WWE avec le Centre Amway expire le 31 octobre, mais ils sont en mesure de prolonger le contrat avec un préavis de deux semaines.

## Tableau des matchs
| Ordre par numéros | Résultat | Stipulation(s)                                                        | Temps |
| --- | --- | --------------------------------------------------------------------- | ----- |
| 1P | The Miz remporte la Battle Royal en éliminant en dernier Dominik Mysterio                                                                                                   | Dual Brand Battle Royal                                               | 12:00 |
| 2 | Team Raw (AJ Styles, Keith Lee, Sheamus, Braun Strowman et Riddle) (avec Omos) bat Team SmackDown (Kevin Owens, Jey Uso, King Corbin, Seth Rollins et Otis)                 | Men's 5-on-5 Traditional Survivor Series Elimination Tag Team match   | 19:25 |
| 3 | The Street Profits (Angelo Dawkins et Montez Ford) (SmackDown Tag Team Champions) battent The New Day (Kofi Kingston et Xavier Woods) (avec Big E) (Raw Tag Team Champions) | Champions vs. Champions Tag Team match                                | 13:40 |
| 4 | Bobby Lashley (Raw's United States Champion) (avec The Hurt Business) bat Sami Zayn (SmackDown's Intercontinental Champion) par soumission                                  | Champion vs. Champion match                                           | 7:50  |
| 5 | Sasha Banks (SmackDown Women's Champion) bat Asuka (Raw Women's Champion)                                                                                                   | Champion vs. Champion match                                           | 13:05 |
| 6 | Team Raw (Nia Jax, Shayna Baszler, Lana, Peyton Royce et Lacey Evans) bat Team SmackDown (Bianca Belair, Ruby Riott, Liv Morgan, Bayley et Natalya)                         | Women's 5-on-5 Traditional Survivor Series Elimination Tag Team match | 23:20 |
| 7 | Roman Reigns (SmackDown's Universal Champion) (avec Paul Heyman) bat Drew McIntyre (Raw's WWE Champion) par soumission                                                      | Champion vs. Champion match                                           | 24:50 |
| La lettre C placée entre parenthèses désigne la personne ou l’équipe championne en titre. P – indique que le match a eu lieu lors du pré-show | |                                                                       |       |

## Détails des éliminations

### 5 on 5 Match Masculin
| Élimination  | Catcheur                                                           | Équipe                                                             | Éliminé par                                                        | Manière                                                            | Temps                                                              |
| ------------ | ------------------------------------------------------------------ | ------------------------------------------------------------------ | ------------------------------------------------------------------ | ------------------------------------------------------------------ | ------------------------------------------------------------------ |
| 1            | Seth Rollins                                                       | Team SmackDown                                                     | Sheamus                                                            | Pin                                                                | 6:05                                                               |
| 2            | Kevin Owens                                                        | Team SmackDown                                                     | AJ Styles                                                          | Pin                                                                | 12:20                                                              |
| 3            | King Corbin                                                        | Team SmackDown                                                     | Riddle                                                             | Pin                                                                | 13:05                                                              |
| 4            | Otis                                                               | Team SmackDown                                                     | Braun Strowman                                                     | Pin                                                                | 17:05                                                              |
| 5            | Jey Uso                                                            | Team SmackDown                                                     | Keith Lee                                                          | Pin                                                                | 19:25                                                              |
| Survivants : | AJ Styles, Keith Lee, Sheamus, Braun Strowman et Riddle (Team Raw) | AJ Styles, Keith Lee, Sheamus, Braun Strowman et Riddle (Team Raw) | AJ Styles, Keith Lee, Sheamus, Braun Strowman et Riddle (Team Raw) | AJ Styles, Keith Lee, Sheamus, Braun Strowman et Riddle (Team Raw) | AJ Styles, Keith Lee, Sheamus, Braun Strowman et Riddle (Team Raw) |

### 5 on 5 Match Féminin
| Élimination # | Catcheuse       | Équipe          | Éliminée par    | Manière                | Temps           |
| ------------- | --------------- | --------------- | --------------- | ---------------------- | --------------- |
| 1             | Bayley          | Team SmackDown  | Peyton Royce    | Pin                    | 9:55            |
| 2             | Peyton Royce    | Team Raw        | Natalya         | Soumission             | 11:40           |
| 3             | Natalya         | Team SmackDown  | Lacey Evans     | Pin                    | 12:35           |
| 4             | Ruby Riott      | Team SmackDown  | Shayna Baszler  | Pin                    | 16:50           |
| 5             | Lacey Evans     | Team Raw        | Liv Morgan      | Pin                    | 18:00           |
| 6             | Liv Morgan      | Team SmackDown  | Nia Jax         | Pin                    | 19:05           |
| 7             | Shayna Baszler  | Team Raw        | N/A             | Disqualification       | 22:25           |
| 8             | Nia Jax         | Team Raw        | N/A             | Décompte à l'extérieur | 23:20           |
| 9             | Bianca Belair   | Team SmackDown  | N/A             | Décompte à l'extérieur | 23:20           |
| Survivante :  | Lana (Team Raw) | Lana (Team Raw) | Lana (Team Raw) | Lana (Team Raw)        | Lana (Team Raw) |

## Conséquences

### Départ de The Undertaker
30 ans après ses débuts à la WWE, The Undertaker déclare comme discours : « Mon temps est venu de laisser l'Undertaker reposer en paix ». Il rend hommage à son ancien manager, Paul Bearer.

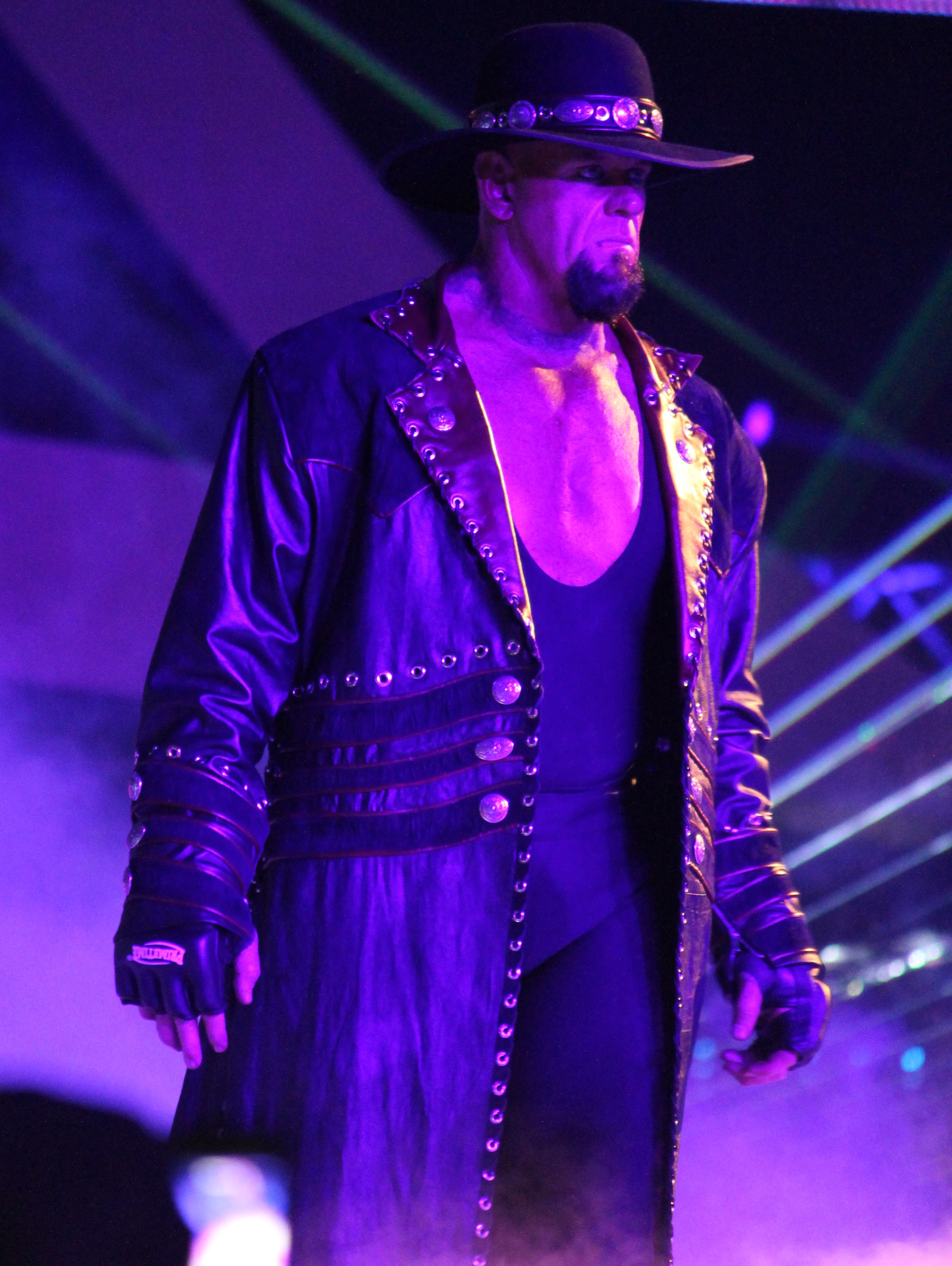
The Undertaker déclare comme discours : Mon temps est venu de laisser l'Undertaker reposer en paix.

Certains catcheurs sont invités à sa cérémonie tels que Shane McMahon, Big Show, John Bradshaw Layfield, Jeff Hardy, Mick Foley, The Godfather, The Godwinns (Mark Canterbury & Dennis Knight), Savio Vega, Rikishi, Kevin Nash, Booker T, Shawn Michaels, Ric Flair, Triple H & Kane.